# 堀内正昭
堀内 正昭（ほりうち まさあき、1954年 - ）は、日本の建築学者（建築史・意匠）。学位は工学博士（東京都立大学 (1949-2011)・1986年）。昭和女子大学生活科学部教授・大学院生活機構研究科教授・近代文化研究所所員。
昭和女子大学短期大学部生活文化学科教授、昭和女子大学短期大学部文化創造学科教授などを歴任した。

## 概要
建築史や意匠を専攻する和歌山県出身の建築学者である。ドイツ建築史や日本近代建築史を研究しており、特に近代日本の西洋館の調査や、歴史的建造物の保全活用に関する研究などが知られている。かつて司法省が設置されていた中央合同庁舎第六号館赤れんが棟においては、復原改修工事の設計監修を手掛けた。さらに、かつて松方正熊の邸宅であった西町インターナショナルスクールの松方ハウスにおいても、復原改修工事の設計監修を手掛けている。また、昭和女子大学短期大学部生活文化学科の助教授、教授、および、文化創造学科の教授を経て、昭和女子大学生活科学部の教授を務めるなど、各教育研究機関においても教鞭を執った。

## 来歴

### 生い立ち
1954年、和歌山県にて生まれた。1974年4月に芝浦工業大学に入学し、工学部にて学んだ。1978年3月に芝浦工業大学を卒業し、工学士の称号を取得した。同年4月、東京都立大学 (1949-2011)の大学院に進学し、工学研究科にて学んだ。1980年3月、東京都立大学の大学院における修士課程を修了し、工学修士の学位を取得した。同年4月より博士課程に進んだ。1986年3月に博士課程を修了し、工学博士の学位を取得した。

### 研究者として
1988年より昭和女子大学短期大学部に奉職し、生活文化学科の助教授を経て、教授に昇任した。2006年、生活文化学科が人間文化学科と統合され、新たに生活文化学科が発足した。それに伴い、生活文化学科にて引き続き教授を務めた。その後、昭和女子大学に転じ、生活科学部の教授に就任した。生活科学部においては、主として環境デザイン学科の講義を担当した。また、昭和女子大学の大学院にて、生活機構研究科の教授も兼務した。生活機構研究科においては、主として環境デザイン研究専攻や生活機構学専攻の講義を担当した。また、昭和女子大学の近代文化研究所においては、所員を兼務した。
また、大学教員としての活動の傍ら、2012年1月27日より世田谷区文化財保護審議会の委員を兼任した。また、2015年1月1日より、横浜市建築・開発紛争調停委員会の委員を兼任した。

## 研究

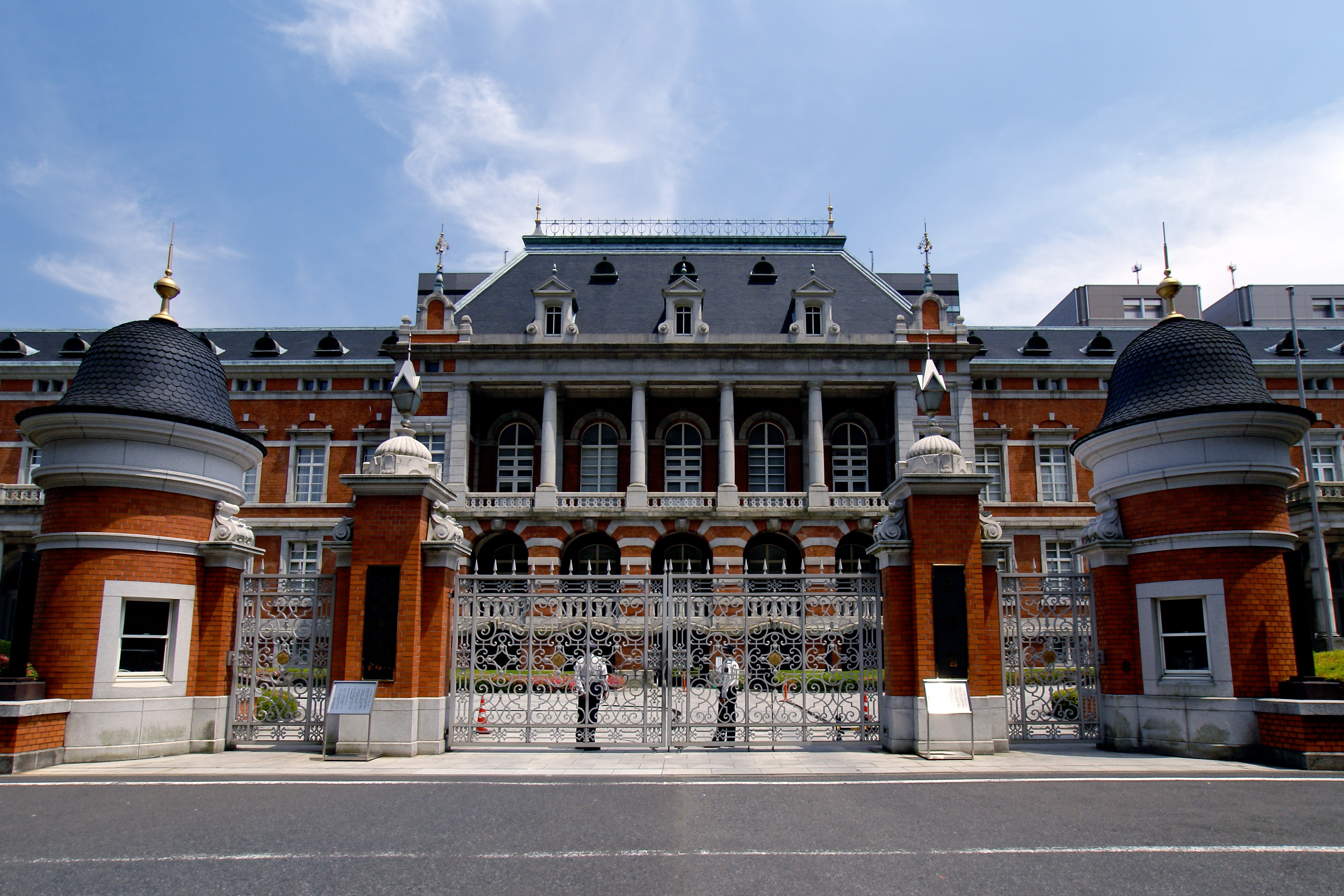
復原改修工事を設計監修した中央合同庁舎第六号館赤れんが棟

専門は建築学であり、特に建築史や意匠といった分野の研究に従事した。具体的には、近代の日本における西洋館の調査や、歴史的な建物の保全活用に関する研究などに取り組んだ。
一例として、かつて司法省が設置されていた中央合同庁舎第六号館赤れんが棟の復原改修工事にて、1990年4月から1995年3月まで設計監修を担当した。そのほかにも、1994年11月から1995年3月にかけて、中央合同庁舎第六号館赤れんが棟の法務史料展示室に陳列された建築関係史料の監修を手掛けた。また、1995年2月から1995年11月にかけては、法務省赤れんが棟復原改修工事記録編集委員会の委員を務めるとともに作業部会の主査を担い、その工事記録を『法務省・赤れんが棟』として取り纏めた。また、かつて松方正熊の邸宅であった西町インターナショナルスクールの松方ハウスにおいても、復原改修工事の設計監修を手掛けた。
多くの専門書、学術書を執筆するとともに、ブルーノ・タウトなど国外の文献の翻訳などにも携わったI。ヘルマン・エンデとヴィルヘルム・ベックマンを題材とした『明治のお雇い建築家――エンデ＆ベックマン』を上梓したところ、この業績が高く評価され、1991年に日本建築学会奨励賞を授与された。また、2012年12月には、母校である芝浦工業大学より相田武文記念賞が授与された。
学術団体としては、日本建築学会、建築史学会などに所属した。日本建築学会においては、文献抄録委員会（建築史・意匠）委員、「現代ポルトガル建築家5人展」実行委員、論文集審査委員、歴史的建築リスト整備活用小委員会委員、論文集委員会委員、および、関東支部の歴史意匠専門研究委員、などの役職を務めた。

## 人物
学生の頃にヨーロッパを旅した際、現地の歴史的建造物に魅かれ、建築学を志すようになった。

## 略歴
- 1954年 - 和歌山県にて誕生。
- 1978年 - 芝浦工業大学工学部卒業。
- 1980年 - 東京都立大学 (1949-2011)大学院工学研究科修士課程修了。
- 1986年 - 東京都立大学大学院工学研究科博士課程修了。
- 1988年 - 昭和女子大学短期大学部生活文化学科助教授。のちに教授に昇任。
- 2006年 - 昭和女子大学短期大学部文化創造学科教授。
- 2013年 - 昭和女子大学生活科学部教授。

## 賞歴
- 1991年 - 日本建築学会奨励賞。
- 2012年 - 相田武文記念賞。

## 著作

### 単著
- 堀内正昭著『明治のお雇い建築家――エンデ＆ベックマン』井上書院、1989年。ISBN 4753022706
- 堀内正昭著『初代国会仮議事堂を復元する』昭和女子大学近代文化研究所、2014年。ISBN 9784786203091

### 共著
- 熊倉洋介ほか著『西洋建築様式史』カラー版、美術出版社、1995年。ISBN 4568400384
- 熊倉洋介ほか執筆『西洋建築様式史』カラー増補新装版、美術出版社、2010年。ISBN 9784568400786

### 編纂
- 昭和女子大学光葉博物館・掘内正昭編『甦る近代建築――民家・教会・議事堂――調査、記録、復元（学生によるゼミ活動の成果）――秋の特別展』昭和女子大学光葉博物館、2012年。

### 翻訳
- スピロ・コストフ著、鈴木博之監訳『建築全史――背景と意味』住まいの図書館出版局、1990年。ISBN 4795226725
- シュテファン・コッペルカム著、堀内正昭訳『人工楽園――19世紀の温室とウィンターガーデン』鹿島出版会、1991年。ISBN 4306093190
- J・サマーソン著、堀内正昭訳『18世紀の建築――バロックと新古典主義』鹿島出版会、1993年。ISBN 4306061167
- ブルーノ・タウト作、マンフレッド・シュパイデル・セゾン美術館編著『ブルーノ・タウト――Nature and fantasy 1880 - 1938』トレヴィル、1994年。ISBN 4845709325
- スティーヴン・キャロウェー編、桐敷真次郎監訳『図解百科・様式の要素――英米住宅デザイン事典』同朋舎、1994年。ISBN 481041762X

### 分担執筆、寄稿、等
- 芦川智・佐生健光編著『すまいを科学する――新しいすまい学30課』地人書館、1990年。ISBN 4805203692
- 石田頼房編『未完の東京計画――実現しなかった計画の計画史』筑摩書房、1992年。ISBN 4480051686
- 『東京人』編集室編『都市のプランナーたち――江戸・東京を造った人々』都市出版、1993年。ISBN 4924831069
- 法務省赤れんが棟復原工事記録編集委員会編『法務省・赤れんが棟』建築保全センター、1996年。ISBN 4786901210
- 筑摩書房編『全調査東アジア近代の都市と建築』大成建設、1996年。
- 土木学会創立80周年記念出版部会ヨーロッパのインフラストラクチャー編集委員会編『ヨーロッパのインフラストラクチャー――古代ローマの都市計画からユーロトンネルまで1312件の全ガイド』土木学会、1997年。ISBN 4810602028
- 『世界遺産を旅する――地球の記録』5巻、近畿日本ツーリスト、1998年。ISBN 4876386242
- デザイン史フォーラム編『国際デザイン史――日本の意匠と東西交流』思文閣、2001年。ISBN 4784210792
- Gerhard Krebs, Hg., Japan und Preußen, Iudicium Verlag, 2002. ISBN 3891298439
- 西洋建築史研究会編『パラレル――建築史・西東』本の友社、2003年。ISBN 4894394405
- 田所辰之助・濱嵜良実・矢代眞己編『世界の建築・街並みガイド』4巻、新装版、エクスナレッジ、2012年。ISBN 9784767812632
- 日本建築学会編集『妻木頼黄の都市と建築』日本建築学会、丸善出版、2014年。ISBN 9784818929814

### 註釈
1. ↑  なお、東京都立大学 (1949-2011)は、2005年に首都大学東京に改組された。

## 関連人物
- ヘルマン・エンデ
- ブルーノ・タウト
- ヴィルヘルム・ベックマン